# Le Donjon
Le Donjon és un municipi francès, situat al departament de l'Alier i a la regió d'Alvèrnia-Roine-Alps. L'any 2007 tenia 1.067 habitants.

## Demografia

### Població
El 2007 la població de fet de Le Donjon era de 1.067 persones. Hi havia 484 famílies de les quals 205 eren unipersonals (89 homes vivint sols i 116 dones vivint soles), 143 parelles sense fills, 97 parelles amb fills i 39 famílies monoparentals amb fills.
La població ha evolucionat segons el següent gràfic:
Habitants censats

### Habitatges
El 2007 hi havia 612 habitatges, 500 eren l'habitatge principal de la família, 46 eren segones residències i 66 estaven desocupats. 488 eren cases i 120 eren apartaments. Dels 500 habitatges principals, 296 estaven ocupats pels seus propietaris, 182 estaven llogats i ocupats pels llogaters i 23 estaven cedits a títol gratuït; 9 tenien una cambra, 36 en tenien dues, 90 en tenien tres, 159 en tenien quatre i 207 en tenien cinc o més. 341 habitatges disposaven pel capbaix d'una plaça de pàrquing. A 263 habitatges hi havia un automòbil i a 156 n'hi havia dos o més.

### Piràmide de població
La piràmide de població per edats i sexe el 2009 era:
| Homes | Edats   | Dones |
| ----- | ------- | ----- |
| 4     | 95 o +  | 4     |
| 8     | 90 a 94 | 12    |
| 20    | 85 a 89 | 28    |
| 12    | 80 a 84 | 24    |
| 28    | 75 a 79 | 32    |
| 28    | 70 a 74 | 44    |
| 72    | 65 a 69 | 48    |
| 32    | 60 a 64 | 56    |
| 20    | 55 a 59 | 24    |
| 52    | 50 a 54 | 40    |
| 40    | 45 a 49 | 40    |
| 40    | 40 a 44 | 28    |
| 28    | 35 a 39 | 52    |
| 52    | 30 a 34 | 40    |
| 8     | 25 a 29 | 20    |
| 4     | 20 a 24 | 4     |
| 16    | 15 a 19 | 48    |
| 24    | 10 a 14 | 24    |
| 28    | 5 a 9   | 24    |
| 12    | 0 a 4   | 36    |

## Economia
El 2007 la població en edat de treballar era de 564 persones, 408 eren actives i 156 eren inactives. De les 408 persones actives 372 estaven ocupades (201 homes i 171 dones) i 36 estaven aturades (9 homes i 27 dones). De les 156 persones inactives 76 estaven jubilades, 26 estaven estudiant i 54 estaven classificades com a «altres inactius».

### Ingressos
El 2009 a Le Donjon hi havia 507 unitats fiscals que integraven 1.020,5 persones, la mediana anual d'ingressos fiscals per persona era de 15.143 €.

### Activitats econòmiques
Dels 83 establiments que hi havia el 2007, 2 eren d'empreses extractives, 3 d'empreses alimentàries, 3 d'empreses de fabricació d'altres productes industrials, 9 d'empreses de construcció, 23 d'empreses de comerç i reparació d'automòbils, 6 d'empreses de transport, 5 d'empreses d'hostatgeria i restauració, 6 d'empreses financeres, 3 d'empreses immobiliàries, 7 d'empreses de serveis, 12 d'entitats de l'administració pública i 4 d'empreses classificades com a «altres activitats de serveis».
Dels 28 establiments de servei als particulars que hi havia el 2009, 1 era una oficina d'administració d'Hisenda pública, 1 gendarmeria, 1 oficina de correu, 3 oficines bancàries, 5 tallers de reparació d'automòbils i de material agrícola, 1 paleta, 3 guixaires pintors, 1 fusteria, 3 lampisteries, 1 electricista, 3 perruqueries, 1 veterinari, 1 restaurant, 2 agències immobiliàries i 1 saló de bellesa.
Dels 12 establiments comercials que hi havia el 2009, 1 era un supermercat, 2 botigues de més de 120 m², 2 fleques, 2 carnisseries, 1 una llibreria, 1 una botiga de roba, 1 una botiga d'electrodomèstics, 1 un drogueria i 1 una floristeria.
L'any 2000 a Le Donjon hi havia 67 explotacions agrícoles que ocupaven un total de 3.000 hectàrees.

## Equipaments sanitaris i escolars
El 2009 hi havia 2 farmàcies i 1 ambulància.
El 2009 hi havia una escola elemental. Le Donjon disposava d'un col·legi d'educació secundària amb 174 alumnes.

## Poblacions més properes
El següent diagrama mostra les poblacions més properes.